# Afrikanska mästerskapen i fäktning 2018
Afrikanska mästerskapen i fäktning 2018 arrangerades mellan den 5 och 9 juni 2018 i Tunis i Tunisien. Det var den 18:e upplagan av afrikanska mästerskapen i fäktning.

## Medaljörer

### Herrar
| Gren                  | Guld                                                                    | Silver                                                                                   | Brons                                                                 |
| Värja, individuellt   | Houssam El Kord                                                         | Ahmad El-Sokkary                                                                         | Ahmed El-Sayed                                                        |
| Värja, individuellt   | Houssam El Kord                                                         | Ahmad El-Sokkary                                                                         | Alexandre Bouzaid                                                     |
| Värja, lag            | Egypten Adel Abdelrahman Ahmed El-Sayed Ahmad El-Sokkary Mahmoud Mohsen | Senegal Cheikh Omar Diallo Bourama Kéba Sagnan Seckou Tounkara                           | Algeriet Menouar Benreguia Maxime Cade Mohamed Cherif Kraria          |
| Florett, individuellt | Alaaeldin Abouelkassem                                                  | Mohamed Ayoub Ferjani                                                                    | Victor Sintès                                                         |
| Florett, individuellt | Alaaeldin Abouelkassem                                                  | Mohamed Ayoub Ferjani                                                                    | Mohamed Essam                                                         |
| Florett, lag          | Egypten Alaaeldin Abouelkassem Marwan Ahmed Mohamed Essam Mohamed Hamza | Tunisien Mohamed Ayoub Ferjani Mohamed Khalil Jouini Mohamed Aziz Metoui Mohamed Samandi | Algeriet Roman Djitli Salim Heroui Yanis Baptiste Mabed Victor Sintès |
| Sabel, individuellt   | Farès Ferjani                                                           | Mohamed Amer                                                                             | Hichem Samandi                                                        |
| Sabel, individuellt   | Farès Ferjani                                                           | Mohamed Amer                                                                             | Mohab Shawky                                                          |
| Sabel, lag            | Egypten Mohamed Amer Ahmed Amr Mostafa Ayman Mohab Shawky               | Tunisien Amine Akkari Ahmed Ferjani Farès Ferjani Hichem Samandi                         | Algeriet Akram Bounabi Hamza Adel Kasdi Anis Maïri                    |

### Damer
| Gren                  | Guld                                                                  | Silver                                                         | Brons                                                                 |
| Värja, individuellt   | Aya Medany                                                            | Nardin Ehab                                                    | Gbahi Gwladys Sakoa                                                   |
| Värja, individuellt   | Aya Medany                                                            | Nardin Ehab                                                    | Inès Boubakri                                                         |
| Värja, lag            | Egypten Nardin Ehab Salwa Gaber Ayah Mahdy Aya Medany                 | Tunisien Sarra Besbes Nesrine Ghrib Maya Mansouri Feryel Ziden | Algeriet Maroua Gueham Hanane Laggoune Yousra Zebboudj                |
| Florett, individuellt | Inès Boubakri                                                         | Yara El-Sharkawy                                               | Noha Hany                                                             |
| Florett, individuellt | Inès Boubakri                                                         | Yara El-Sharkawy                                               | Noura Mohamed                                                         |
| Florett, lag          | Tunisien Sarra Afi Inès Boubakri Haïfa Jabri Fatma Sethom             | Algeriet Inès-Jade Fellah Meriem Mebarki Sonia Zeboudj         | Egypten Yara El-Sharkawy Noha Hany Noura Mohamed                      |
| Sabel, individuellt   | Azza Besbes                                                           | Nada Hafez                                                     | Abik Boungab                                                          |
| Sabel, individuellt   | Azza Besbes                                                           | Nada Hafez                                                     | Lina Mohamed                                                          |
| Sabel, lag            | Tunisien Amira Ben Chaabane Azza Besbes Khadija Chemkhi Yosra Ghrairi | Egypten Logayn Faramawe Lina Mohamed Nour Montaser Hassaballah | Algeriet Chaima Benadouda Amira El-Hafaia Abik Boungab Meriem Mebarki |

## Medaljtabell
*   Värdland ( Tunisien)
| Nr                  | Nation              | Guld | Silver | Brons | Totalt |
| ------------------- | ------------------- | ---- | ------ | ----- | ------ |
| 1                   | Egypten             | 6    | 6      | 7     | 19     |
| 2                   | Tunisien*           | 5    | 4      | 2     | 11     |
| 3                   | Marocko             | 1    | 0      | 0     | 1      |
| 4                   | Algeriet            | 0    | 1      | 7     | 8      |
| 5                   | Senegal             | 0    | 1      | 1     | 2      |
| 6                   | Elfenbenskusten     | 0    | 0      | 1     | 1      |
| Totalt (6 nationer) | Totalt (6 nationer) | 12   | 12     | 18    | 42     |